# Marcelcyba wulina
Marcelcyba wulina är en insektsart som beskrevs av Chiang, Hsu och Knight 1989. Marcelcyba wulina ingår i släktet Marcelcyba och familjen dvärgstritar.
Artens utbredningsområde är Taiwan. Inga underarter finns listade i Catalogue of Life.